# دره فورج
دره فورج (انگلیسی: Valley Forge) یا اردوگاه نظامی فورج در جنوب شرقی پنسیلوانیا حدود بیست مایل در شمال غرب فیلادلفیا است که در آنجا ارتش آمریکا، زمستان سال ۱۷۷۷ تا ۱۷۷۸ در زمان جنگ انقلاب آمریکا را به سر برد، گرسنگی، بیماری، سو تغذیه و حدود ۲۵۰۰ سرباز کشته شده تا پایان ماه فوریه گریبانگیر ارتش بود

## نگارخانه

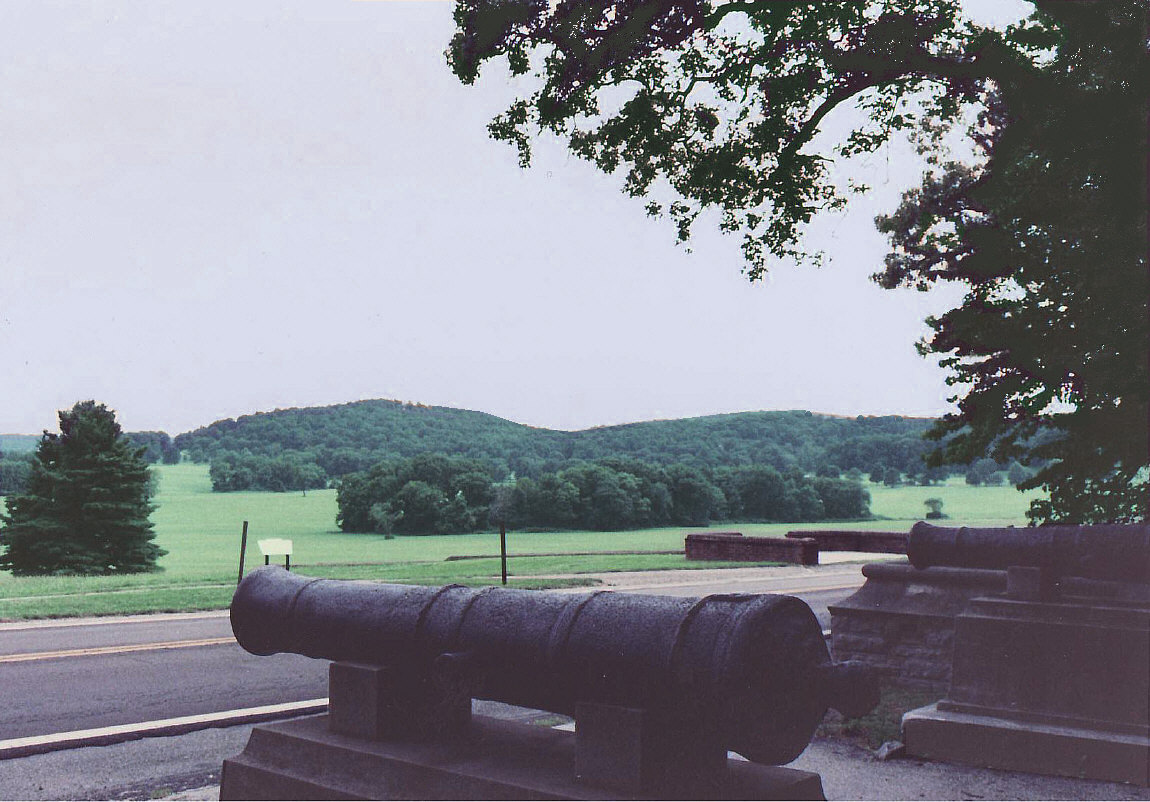
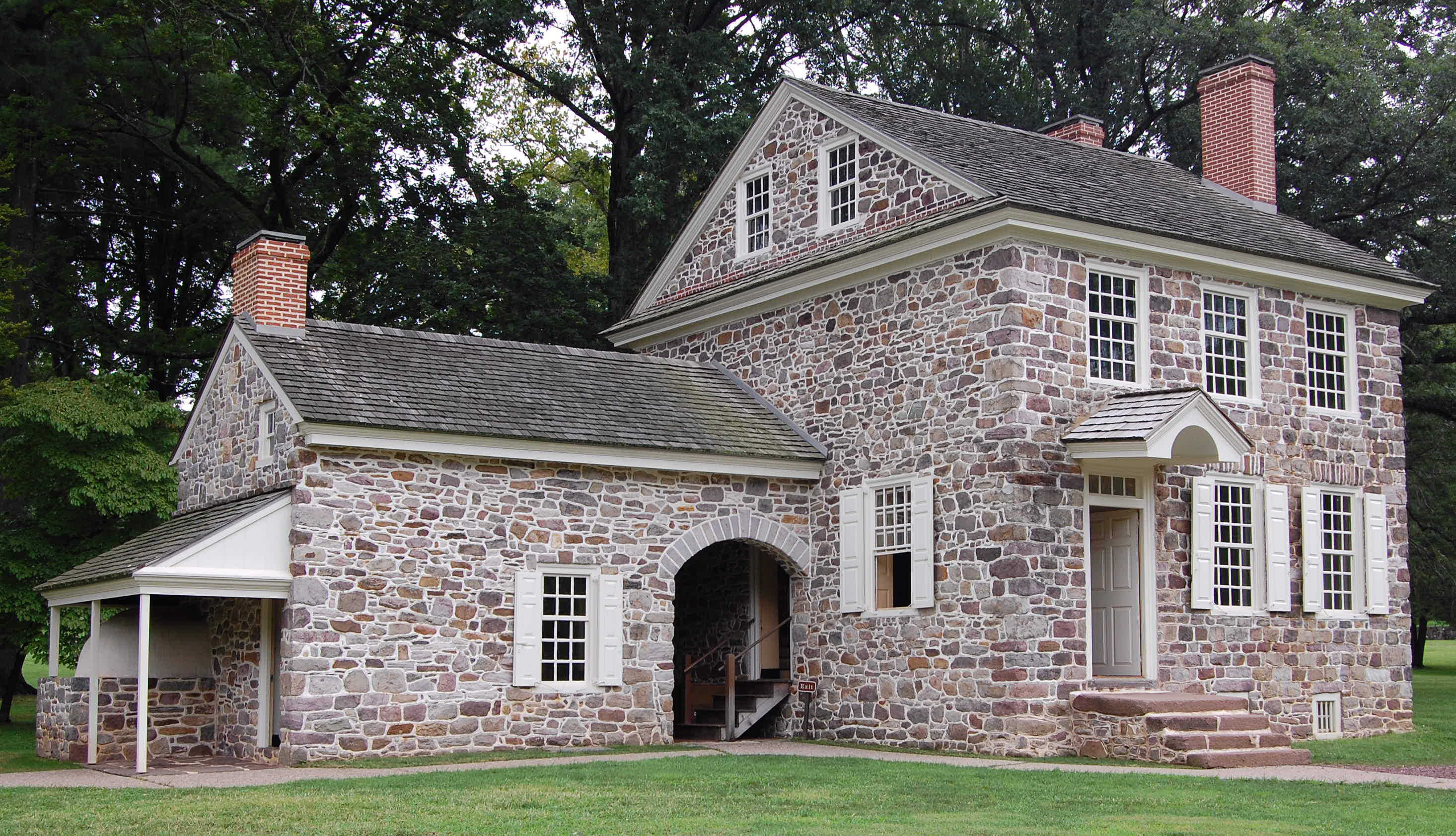